# Rhyacophila furva
Rhyacophila furva là một loài Trichoptera trong họ Rhyacophilidae. Chúng phân bố ở miền Cổ bắc.